# Аламо (Северна Дакота)
Аламо (енгл. Alamo) град је у америчкој савезној држави Северна Дакота.

## Демографија
По попису из 2010. године број становника је 57, што је 6 (11,8%) становника више него 2000. године.
| Група             | 2000.       | 2010.      |
| Белци             | 51 (100,0%) | 49 (86,0%) |
| Афроамериканци    | 0 (0,0%)    | 0 (0,0%)   |
| Азијати           | 0 (0,0%)    | 0 (0,0%)   |
| Хиспаноамериканци | 0 (0,0%)    | 7 (12,3%)  |
| Укупно            | 51          | 57         |